# متحف الكتاب المدرسي
متحف الكتاب المدرسي هو أول متحف من نوعه في الأردن والوطن العربي تعرض فيه المناهج التي دُرست في الأردن وفلسطين، والوثائق التي تمثل الكتب الرسمية والفواتير المالية والتواقيع وجميع المخاطبات وبعض الشهادات المدرسية ممن تخرجوا في مدرسة السلط الثانوية؛ وهي أول مدرسة على الأرض الأردنية وفيها يقع المتحف. ويعرض الكتب والمناهج والوثائق ذات الطابع التاريخي المتعلق بالتربية والتعليم مرتب ومنظم وفق الفترات الزمنية.
جاءت فكرة تأسيس هذا المتحف من سعيد التل عام 1983م، حينما كان وزيرا للتربية والتعليم العالي. وافتتح المبنى الجديد في 5 ديسيمبر 2008م.
يضم المتحف قاعة رئيسية تحتوي على 5500 من الكتب والمناهج والوثائق التربوية الأردنية، منذ تأسيس الإمارة عام 1921م وحتى اليوم . كما يحتوي المتحف على مجموعة من الكتب التراثية القديمة.